# Papyrus 61
Papyrus 61 (nach Gregory-Aland mit Sigel {\displaystyle {\mathfrak {P}}}61 bezeichnet) ist eine frühe griechische Abschrift des Neuen Testaments. Dieses Papyrusmanuskript enthält einen Teil der Paulusbriefe. Mittels Paläographie wurde es auf das 7. Jahrhundert datiert.
In den Fragmenten sind die folgenden Verse erhalten geblieben:
- Römer 16,23–27
- 1. Korinther 1,1–2.4–6; 5,1–3.5–6.9–13
- Philipper 3,5–9.12–16
- 1 Thessalonicher 1,2–3
- Titus 3,1–5.8–11.14–15
- Philemon 4–7

Der griechische Text des Kodex repräsentiert den Alexandrinischen Texttyp. Kurt Aland ordnete ihn in Kategorie II ein.
Die Handschrift wird zurzeit in der The Morgan Library & Museum unter der Signatur P. Colt 5 in New York City aufbewahrt.